# پادشاهان صلیبی ۲
پادشاهان صلیبی (به انگلیسی: Crusader Kings II) نام یک بازی رایانه‌ای استراتژیک است که وقایع آن در قرون وسطای میانه و قرون وسطای متأخر می‌گذرد. پارادوکس دولمنت استودیو این بازی را ساخته و پارادوکس اینتراکتیو به عنوان پی‌آیند بازی پادشاهان صلیبی منتشر نموده‌است. این بازی در ۱۴ فوریه ۲۰۱۲ و متناسب با مایکروسافت ویندوز به بازار آمده‌است. پس از این تاریخ نسخه‌های متناسب با اواس ده و لینوکس هم روانه بازار شده‌اند.
تعدادی از شخصیت‌های تاریخی برجسته مانند ویلیام یکم پادشاه انگلستان، هارولد گادوینسن، ال سید، هارالد سوم پادشاه نروژ، رابرت گیسکارد، کنستانتین دهم، آلکسیوس یکم، صلاح‌الدین ایوبی و ریچارد یکم در این بازی حضور دارند.